# Đá Đồng Thạnh
Đá Đồng Thạnh hay đá Đồng Thanh (tiếng Anh: Marie Louise Bank; tiếng Trung: 雄南礁; bính âm: Xióngnán jiāo; Hán-Việt: Hùng Nam tiêu) là một rạn đá ngầm thuộc cụm Bình Nguyên của quần đảo Trường Sa. Đá này tiếp giáp phía bắc của bãi Cỏ Rong và sâu 27 m.
Đá Đồng Thạnh là đối tượng tranh chấp giữa Việt Nam, Đài Loan, Philippines và Trung Quốc. Tháng 6 năm 1995, Philippines tuyên bố đang xây dựng hải đăng tại "bãi Tổ Muỗi, bãi Cỏ Rong hay đá Đồng Thạnh, bãi Thạch Sa và bãi Hải Sâm để làm cơ sở pháp lý cho đường cơ sở mới của mình". Hiện chưa rõ nước nào thực sự kiểm soát đá ngầm này.